# Parectecephala
Parectecephala är ett släkte av tvåvingar. Parectecephala ingår i familjen fritflugor.

## Dottertaxa tillParectecephala, i alfabetisk ordning[1][2]
- Parectecephala aliciae
- Parectecephala andalusiaca
- Parectecephala aristalis
- Parectecephala brevis
- Parectecephala cardalei
- Parectecephala conspicua
- Parectecephala continuata
- Parectecephala costaricana
- Parectecephala dissimilis
- Parectecephala dorsalis
- Parectecephala elongata
- Parectecephala eucera
- Parectecephala gigas
- Parectecephala granulosa
- Parectecephala grossiseta
- Parectecephala gundlachi
- Parectecephala hardyi
- Parectecephala humeralis
- Parectecephala hyalipennis
- Parectecephala indica
- Parectecephala indistincta
- Parectecephala longicornis
- Parectecephala maculiceps
- Parectecephala maculifrons
- Parectecephala maculosa
- Parectecephala microps
- Parectecephala montana
- Parectecephala obscurata
- Parectecephala sanguinolenta
- Parectecephala schineri
- Parectecephala sumatrana
- Parectecephala trimaculata
- Parectecephala varifrons